# Asia (álbum)
Asia es el primer álbum de estudio de la banda de rock progresivo británica Asia, el cual fue publicado en 1982. En este disco se encuentra la canción «Heat of the Moment», la cual alcanzó el 4.° lugar en la lista del Billboard Hot 100.
La portada del disco fue creada por Roger Dean, quién es reconocido por su trabajo con las bandas Yes y Uriah Heep.
Desde que Asia fue lanzado en el mes de marzo de 1982, el álbum recibió un considerable éxito comercial ya que se posicionó en el 1.º lugar y permaneció durante nueve semanas de la lista del Billboard 200. Asia obtuvo 4 discos de platino en los Estados Unidos por la Asociación de Industria Discográfica de Estados Unidos (RIAA por sus siglas en inglés) el 10 de febrero de 1995.
En el Reino Unido, Asia no tuvo tanto éxito como en los EE. UU., aunque llegaron al 11.º lugar de las listas británicas y se mantuvo durante treinta y ocho semanas en las listas de los álbumes del RU.  Este disco recibió disco de oro el 18 de octubre en 1982,  mientras que el sencillo «Heat of the Moment» se posicionó en el lugar 48.°.
En Canadá, este álbum también obtuvo un gran reconocimiento y se ubicó en la 1.º posición del 22 de mayo a 7 de junio de 1982 en las listas de popularidad y permaneció en ellas durante 37 semanas seguidas.  Además los sencillos «Heat of the Moment» y «Only Time Will Tell» se colocaron en las posiciones 4.º y 7.º respectivamente. Asia fue certificado triple disco de platino por la Asociación Canadiense de la Industria Grabada (CRIA por sus siglas en inglés) el 1 de febrero de 1983.

## Recepción de la crítica
Robert Christgau, de conformidad a sus prejuicios por el rock progresivo, le otorgó una calificación de C- y mencionó en su crítica que «es raro que un nuevo gran grupo sea lo suficientemente malo como para no disfrutar las canciones de esta producción».  Sin embargo, Tom Demalon de Allmusic dio una buena reseña a este disco y alabó el trabajo musical de cada uno de los miembros de la agrupación.  Además, terminó señalando que «la letra de sus temas son un tanto repetitivas, pero eso no denigra el gran esplendor épico de la música, la cual le proporcionó algo de fuerza a la radio en ese momento, haciéndolo con estilo».

## Lista de canciones

### Cara A
| Side one |                       |                                      |          |  |
| N.º      | Título                | Escritor(es)                         | Duración |  |
| 1.       | «Heat of the Moment»  | John Wetton / Geoff Downes           | 3:50     |  |
| 2.       | «Only Time Will Tell» | Wetton / Downes                      | 4:44     |  |
| 3.       | «Sole Survivor»       | Wetton / Downes                      | 4:48     |  |
| 4.       | «One Step Closer»     | Wetton / Steve Howe                  | 4:16     |  |
| 5.       | «Time Again»          | Downes / Howe / Carl Palmer / Wetton | 4:45     |  |

### Cara B
| Side two |                          |                        |          |  |
| N.º      | Título                   | Escritor(es)           | Duración |  |
| 6.       | «Wildest Dreams»         | Wetton / Downes        | 5:10     |  |
| 7.       | «Without You»            | Wetton / Howe          | 5:04     |  |
| 8.       | «Cutting It Fine»        | Wetton / Downes / Howe | 5:35     |  |
| 9.       | «Here Comes the Feeling» | Wetton / Howe          | 5:42     |  |

## Formación

### Asia
- John Wetton — voz principal y bajo
- Geoff Downes — teclado y coros
- Carl Palmer — batería
- Steve Howe — guitarra

### Personal técnico
- Mike "Clay" Stone — productor
- Townhouse Studios — grabación
- Roger Dean — diseño de portada
- Brian Griffin — fotografía

## Posiciones en las listas

### Álbum
| Año  | País           | Lista                    | Posición máxima |
| ---- | -------------- | ------------------------ | --------------- |
| 1982 | Alemania       | Media Control Charts     | 6.º             |
| 1982 | Austria        | Top 40                   | 13.º            |
| 1982 | Canadá         | RPM Magazine             | 1.º             |
| 1982 | Estados Unidos | Billboard 200            | 1.º             |
| 1982 | Francia        | SNEP                     | 9.º             |
| 1982 | Japón          | Oricon                   | 15.º            |
| 1982 | Noruega        | Top 40                   | 4.º             |
| 1982 | Nueva Zelanda  | Top 100                  | 17.º            |
| 1982 | Países Bajos   | Mega Album Top 100       | 10.º            |
| 1982 | Reino Unido    | UK Albums Charts         | 11.º            |
| 1982 | Suecia         | Sverigetopplistan Top 60 | 27.º            |

### Sencillos

#### «Heat of the Moment»
| Año  | País           | Lista                     | Posición máxima |
| ---- | -------------- | ------------------------- | --------------- |
| 1982 | Alemania       | Media Control Charts      | 7.º             |
| 1982 | Canadá         | RPM Magazine Top Singles  | 4.º             |
| 1982 | Estados Unidos | Billboard Hot 100         | 4.º             |
| 1982 | Estados Unidos | Billboard Mainstream Rock | 1.º             |
| 1982 | Francia        | SNOP                      | 39.º            |
| 1982 | Nueva Zelanda  | Top 100                   | 46.º            |
| 1982 | Países Bajos   | Single Top 100            | 33.º            |
| 1982 | Reino Unido    | UK Singles Chart          | 46.º            |
| 1982 | Suiza          | Hit Parade                | 2.º             |

#### «Only Time Will Tell»
| Año  | País           | Lista                     | Posición máxima |
| ---- | -------------- | ------------------------- | --------------- |
| 1982 | Alemania       | Media Control Charts      | 50.º            |
| 1982 | Canadá         | RPM Magazine Top Singles  | 7.º             |
| 1982 | Estados Unidos | Billboard Hot 100         | 17.º            |
| 1982 | Estados Unidos | Billboard Mainstream Rock | 8.º             |
| 1982 | Reino Unido    | UK Singles Chart          | 54.º            |

#### «Sole Survivor»
| Año  | País           | Lista                     | Posición máxima |
| ---- | -------------- | ------------------------- | --------------- |
| 1982 | Alemania       | Media Control Charts      | 75.º            |
| 1982 | Estados Unidos | Billboard Mainstream Rock | 10.º            |
| 1982 | Reino Unido    | UK Singles Chart          | 90.º            |